# ایتاناگار
ایتاناگار (به انگلیسی: Itanagar) یک زیستگاه انسانی در هند است که در ناحیه پاپوم پاره واقع شده‌است.

## خصوصیات
ایتاناگار ۳۴٬۹۷۰ نفر جمعیت دارد و ۷۵۰ متر بالاتر از سطح دریا واقع شده‌است.